# William De Vecchis
William De Vecchis (Roma, 28 maggio 1971) è un politico italiano, senatore della Repubblica per la Lega dal 2018 al 2022.

## Biografia
Nel periodo degli studi aderisce alla sezione di Ostia del Fronte della Gioventù, l'organizzazione giovanile del Movimento Sociale Italiano, militando nei gruppi della destra romana.
Nel 1995, con la svolta di Fiuggi di Gianfranco Fini, aderisce al Movimento Sociale Fiamma Tricolore (MSFT) di Pino Rauti. Ma due anni dopo, nel 1997, lascia il progetto di MSFT e aderisce ad Azione Giovani, l’organizzazione giovanile di Alleanza Nazionale (AN), divenendone presidente della sezione di Fiumicino.
Alle elezioni comunali nel Lazio del 2003 viene eletto per la prima volta consigliere comunale di Fiumicino venendo poi rieletto alla successiva tornata elettorale del 2008 sotto l'amministrazione di Mario Canapini, mentre nel 2013 viene ancora eletto consigliere tra le liste del PdL, risultando il primo in termini di preferenze di tutti i candidati.
Nel 2004 (fino al 2010) è nominato, in rappresentanza del comune di Fiumicino, membro della commissione consultiva dell’autorità portuale per i porti di Civitavecchia, Fiumicino e Gaeta. Dal 2005 al 2006 ricopre il ruolo di delegato per le politiche agricole e forestali su nomina del ministro Giovanni Alemanno.
A gennaio 2014 lascia il PdL e aderisce al Nuovo Centrodestra.
Si avvicina nel 2015 alla Lega Nord di Matteo Salvini, diventandone coordinatore per la provincia di Roma su nomina di Claudio Durigon.

### Elezione a senatore
Alle elezioni politiche del 2018 viene candidato al Senato della Repubblica, nella circoscrizione Lazio tra le liste della Lega, venendo eletto senatore.
Successivamente si è candidato a sindaco di Fiumicino, con l'appoggio del suo partito la Lega, di Fratelli d'Italia con Giorgia Meloni, e le liste civiche "Passione Comune" e "Legittima Difesa"; Al primo turno ottiene il 20,33% dei voti, arrivando terzo e non accedendo al ballottaggio.
Vice presidente dell'undicesima commissione lavoro e previdenza sociale del Senato e membro della commissione monocamerale tutela dei diritti umani, da settembre 2020 è membro della Commissione agricoltura.
Nel gennaio 2020 firma, insieme ad altri cinque leghisti, per il referendum sul taglio dei parlamentari, messo in forse dal ritiro di un gruppo di esponenti di Forza Italia. Le firme depositate in Cassazione raggiungono quota 71, sette in più del necessario.
Il 17 febbraio 2022 annuncia la propria uscita dalla Lega e la contestuale adesione ad Italexit, partito di opposizione guidato da Gianluigi Paragone, poiché in disaccordo con la gestione del Governo Draghi. Nel giugno seguente diventa coordinatore regionale di Italexit nel Lazio. Non viene rieletto in Parlamento alle elezioni politiche del settembre 2022.

## Controversie
Vicino da sempre al neofascismo, nel 2004, da consigliere comunale di Alleanza Nazionale, firma l’ordine del giorno con cui il comune di Fiumicino intitola una piazza di Fregene al gerarca fascista Ettore Muti.
Nel 2018 attacca il sindaco di Fiumicino nel tentativo di impedire la registrazione all'anagrafe di una bambina, figlia di una coppia di donne